# Rocky Hill
Rocky Hill é um distrito localizado no estado americano de Nova Jérsei, no Condado de Somerset.

## Demografia
Segundo o censo americano de 2000, a sua população era de 662 habitantes.
Em 2006, foi estimada uma população de 678, um aumento de 16 (2.4%).

## Geografia
De acordo com o United States Census Bureau tem uma área de
1,7 km², dos quais 1,7 km² cobertos por terra e 0,0 km² cobertos por água. Rocky Hill localiza-se a aproximadamente 109 m acima do nível do mar.

## Localidades na vizinhança
O diagrama seguinte representa as localidades num raio de 8 km ao redor de Rocky Hill.